# Roberta Garzia
Roberta Garzia (Roma, 11 luglio 1972) è un'attrice italiana.

## Biografia
Inizia come attrice teatrale nel 1992. Diventa un volto noto della televisione grazie all'interpretazione di Gaia De Bernardi nella sitcom Camera Café. In televisione ha preso parte a fiction tv come I Cesaroni, Carabinieri 7, Distretto di Polizia 7, Don Matteo 6 e Un medico in famiglia 3 (come ospite in un episodio). È stata presente anche in alcuni spot pubblicitari.
Nel 2011 ha condotto insieme a Gip Virus, un programma a metà tra l'informazione cinematografica e la sitcom, scritta da Francesco Cinquemani e in onda su Rai Movie. Nel 2012 partecipa al Roma Fiction Fest con la puntata pilota di The Place, genere mistery, regia di Francesco Cinquemani. Partecipa poi come concorrente alla trasmissione Pechino Express - Ai confini dell'Asia, nel 2014 insieme ad Eva Grimaldi.

## Teatro
- L'orso, regia di Isabella Del Bianco (1992)
- Il giardino dei ciliegi, regia di Isabella Del Bianco (1993)
- Ragazzi alla pari, regia di Massimo Milazzo (1994)
- Ahi ahi rai che male che ci fai, regia di Massimo De Ambrosis (1995)
- Provaci ancora, Sam, regia di Antonello Avallone (1996)
- Feronia Ferox, regia di Franco Molè (1999)
- Duemila, regia di Sergio Viglianese (2000)
- Spirito allegro, regia di Sergio Giordani (2001)
- Casa di bambola, regia di Salvatore Di Mattia (2002)
- La cantatrice calva, regia di Gianni Leonetti (2002)
- Il Tartuffo, regia di Maurizio Cimpanelli (2003)
- Ground & Ground, regia di Marcello Conte (2003)
- Uh!, regia di Pier Maria Cecchini (2003)
- Il paradiso può aspettare, regia di Mimmo La Rana e Marcello Conte (2006)
- Anna, di A. Alatri, regia di Salvatore Di Mattia (2010-2011)
- Il malato immaginario, regia di Gioele Dix (2013)
- Il mistero dell'assassino misterioso, di Lillo & Greg, regia di Michele La Ginestra (2013)
- Tutto alla rovescia, regia di Roberto Ciufoli (2014)
- La baita degli spettri, regia di Michele La Ginestra (2014)
- Festival, regia di Michela Andreozzi (2015)
- Il marito di mio figlio, regia di Daniele Falleri (2015)
- Tre ex in affitto, regia di Claudio Gnomus (2015)
- Mio figlio si sposa, regia di Daniele Falleri (2016)
- Ti va di sposarmi?, di Danila Stalteri, regia di Danila Stalteri. Teatro De' Servi di Roma (2024)

## Filmografia

### Cinema
- Ma quando arrivano le ragazze?, regia di Pupi Avati (2005)
- La ballata dei precari, regia di Silvia Lombardo e Corrado Ceron (2012)
- All Night Long, regia di Gianluigi Sorrentino (2015)
- Mi rifaccio il trullo, regia di Vito Cea (2016)
- Al posto tuo, regia di Max Croci (2016)
- Italian Business, regia di Mario Chiavalin (2017)
- Le grida del silenzio, regia di Alessandra Carlesi (2018)
- Un figlio a tutti i costi, regia di Fabio Gravina (2018)

### Televisione
- Un medico in famiglia – serie TV, episodio 3x19 (2003)
- Camera Café – serie TV (2003-2007)
- I Cesaroni – serie TV (2006)
- Don Matteo – serie TV, episodio 6x08 (2008)
- Carabinieri 7 – serie TV (2008)
- Apnea – serie TV (2009)
- R.I.S. Roma - Delitti imperfetti - serie TV, episodio 1x16 (2010)
- Crimini – serie TV (2010)
- The Place, regia di Francesco Cinquemani – film TV (2012)
- Forza 10, regia di Antonio Canitano – film TV (2013)
- Maria Corleone - serie TV, episodi 2x06-2x08 (2025)

## Programmi televisivi
- Call Game (LA7, 2002)
- Sit Cook (RaiSat Gambero Rosso Channel, 2005)
- Virus (Rai Movie, 2010-2012)
- Pechino Express - Ai confini dell'Asia (Rai 2, 2014) - Concorrente